# سائل دماغي شوكي
السائل الدماغيّ الشوكيّ يُسمى أيضًا سائل مخي نخاعي أو شوكي (الإنجليزيّة: Cerebrospinal fluid اختصاراً CSF)، أو السائل الدماغيّ النخاعيّ سائلٌ جسميّ عديم اللون وصافي يوجد في الدماغ والحبل الشوكيّ. يُنتج في الضفائر المشيميّة لبطينات الدماغ ويُمتص في التحبُّبات العنكبوتيّة. هنا حوالي 125 مل من السائل الدماغيّ الشوكيّ في أيّ وقت، ويُنتج منه حوالي 500 مل في اليوم الواحد. يقوم السائل الدماغيّ الشوكيّ بدور وسادة أو واقٍ للدماغ، حيث يُقدِّم وسيلة حماية مناعيّة وميكانيكيّة أساسيّة لحماية الدماغ داخل الجمجمة، كما يساهم السائل الدماغيّ الشوكيّ بدورٍ حيويّ في التنظيم الذاتيّ المخيّ لتدفُّق الدم المخيّ.

يشغل السائل الدماغيّ الشوكيّ الحيّزَ تحت العنكبوتيّ (الحيَّز أو المسافة الكائنة بين الأم العنكبوتيّة والأم الحنون) والجملة البطينيّة، في محيط وداخل الدماغ والحبل الشوكيّ على التوالي. حيث يملأ السائل الدماغيّ الشوكيّ بطينات الدماغ والصهاريج والأتلام بالإضافة للقناة المركزيّة للنخاع الشوكيّ. هناك أيضاً اتصال بين الحيّز تحت العنكبوتيّ والتيه العظميّ للأذن الداخليّة من خلال القناة المحيطة باللمف (المسال القوقعيّ) حيث يستمر اللمف المحيط بالسائل الدماغيّ الشوكيّ.

يمكن أخذ عينة من السائل الدماغيّ الشوكيّ عبر البزل القطنيّ، ويمكن تقييم الضغط داخل القحف من خلال هذه العينة، كما يمكن كشف أمراض عديدة منها التهابات الدماغ أو السحايا المحيطة. وعلى الرغم من أن أبقراط لاحظ السائل الدماغيّ الشوكيّ، إلا أن الفضل يرجع إلى إيمانويل سويدنبورج في إعادة اكتشافه في القرن الثامن عشر، وفي وقت متأخر من عام 1914 اكتشف هارفي دبليو. كوشينغ أن السائل الدماغيّ الشوكيّ يُفرز من الضفيرة المشيميّة.

## البنية

### الدوران

صورة متحركة بالرنين المغناطيسيّ تُظهر نبضات السائل

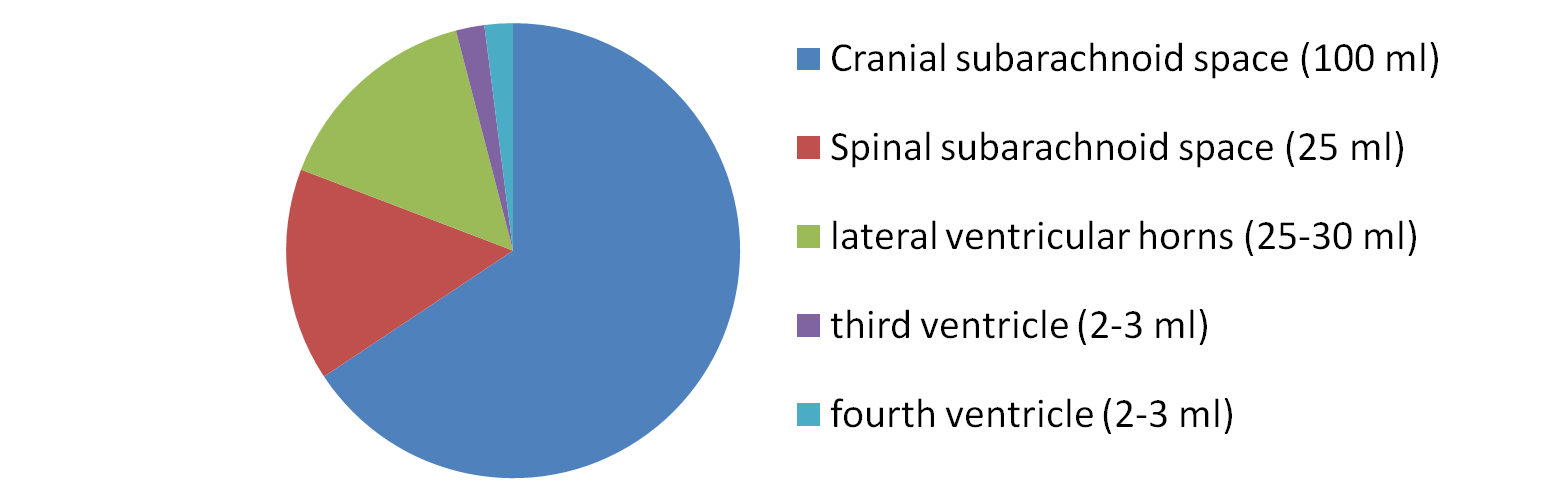
انتشار السائل الدماغيّ الشوكيّ

هناك حوالي 125-150 مل من السائل الدماغيّ الشوكيّ في أي لحظة. يدور السائل الدماغيّ الشوكيّ داخل الجملة البطينيّة للدماغ. البطينات عبارة سلسلة من الأجواف المملوء بالسائل الدماغيّ الشوكيّ. يُنتج معظم السائل الدماغيّ الشوكيّ من داخل البطينين الجانبيين، ومن هنا يمر السائل الدماغيّ الشوكيّ عبر الثقوب بين البطينيّة إلى البطين الثالث، ومن ثُمَّ عبر المسال المخيّ إلى البطين الرابع. ومن البطين الرابع يمر السائل إلى الحيّز تحت العنكبوتيّ عبر أربع فتحات: القناة المركزيّة للحبل الشوكيّ، والفتحة المتوسّطة (الناصفة) والفتحتان الوحشيّتان. يتواجد السائل الدماغيّ الشوكيّ في الحيّز تحت العنكبوتي، مُحيطةً بالدماغ والحبل الشوكيّ، ويمتد تحت نهاية الحبل الشوكيّ إلى العجز. هناك اتصال بين الحيّز تحت العنكبوتيّ والتيه العظميّ للأُذن الداخليّة مما يسمح للسائل الدماغيّ الشوكيّ بالاستمرار باللمف المحيط في 93% من الناس.

يتحرّك السائل الدماغيّ الشوكيّ في اتجاه واحد نحو الخارج بدءاً من البطينات، وبعدّة اتجاهات في الحيّز تحت العنكبوتيّ. تكون حركة السائل نبضيّة ومطابقة لأمواج الضغط التي تتولَّد في الأوعية الدمويّة بضربات القلب. يخالف بعض الكتاب هذا الطرح، قائلين بأنه لا يوجد دوران سائل دماغيّ شوكيّ أحادي الاتجاه، وإنما هناك حركات للسائل الدماغي الشوكيّ مُعتمدة على الدورة القلبيّة ثنائيّة الاتجاه انقباضيّة-انبساطيّة من وإلى قحف-شوكيّة.

### المحتويات
يُشتقُّ السائل الدماغيّ الشوكيّ من بلازما الدم وهو يشابهها إلى حدٍ كبير، باستثناء أن السائل الدماغيّ الشوكيّ خالي من البروتين تقريباً بالمقارنة مع البلازما، بالإضافة إلى أن له بعض الاختلاف في تراكيز بعض الشوارد الكهربائيّة. وبسبب طريقة إنتاجه، يحتوي السائل الدماغيّ الشوكيّ تركيزاً مرتفعاً من الكلوريد أعلى مما هو عليه في البلازما، وتركيز مُعادل من الصوديوم.

يحتوي السائل الدماغيّ الشوكيّ حوالي 0.3% بروتينات البلازما، أو ما يُقارب 15 إلى 40 ملغ/دل، وذلك بالاعتماد على مكان أخذ العينة. في العموم، تكون تراكيز البروتينات الكرويّة والألبومين أخفض في السائل الدماغي الشوكيّ داخل البطينات مُقارنةً بالسائل في الصهاريج أو القطن.  يُخفِّف التدفُّق المستمر إلى الجملة الوريديّة من تركيز الجزيئات الدهنيّة الأكبر غير القابلة للذوبان التي تخترق الدماغ والسائل الدماغيّ الشوكيّ. طبيعيَّاً يكون السائل الدماغيّ الشوكيّ خالياً من كريات الدم الحمراء، وفي معظمه يحتوي على القليل من خلايا الدم البيضاء. أي نوع خلايا بيضاء يتجاوز هذا العدد يؤسس لكثرة خلايا السائل النخاعيّ.

## التطور
تكون المضغة قرصًا ثلاثي الطبقات قُرابة الأسبوع الثالث من التطوُّر الجنينيّ، وتكون المضغة حينها مُغطَّاة بالأديم الظاهر والمتوسط والباطن، وفي هذه الأثناء تتطوَّر بنية شبيهة بالأنبوب على الخط المتوسط تُدعى الحبل الظهريّ، تُطلق هذه البنية الأنبوبيّة جزيئات خارج خلويّة تؤثّر في تحوُّل الأديم الظاهر الذي يُغطيه (يُغطي الحبل الظهريّ) إلى نسيج عصبيّ. يحتوي الأنبوب العصبيّ الناتج عن النسيج العصبيّ السابق والمتشكّل بدوره من الأديم الظاهر، يحتوي على السائل الدماغي الشوكيّ قبل تطوُّر الضفائر المشيميّة. جديرٌ بالذكر أن الثقوب العصبيّة للأنبوب العصبيّ تنغلق بعد أول شهر من التطوُّر، ويزداد نتيجة ذلك ضغط السائل الدماغي الشوكيّ تدريجيّاً.

و بتطوُّر الدماغ بحلول الأسبوع الرابع للتطوُّر الجنينيّ تتشكَّل ثلاث تورُّمات داخل الجنين حول القناة بالقرب من مكان تطوُّر الرأس. تُمثِّلُ هذه التورُّمات مكوِّنات مختلفة من الجهاز العصبيّ: الدماغ المُقدَّم والدماغ المتوسط والدماغ المُؤَخَّر. تظهر الأحياز تحت العنكبوتيّة حوالي اليوم 32 من التطوُّر قرب الدماغ المؤخر، ويظهر الدوران بدءاً من اليوم 41. في هذا الوقت، يمكن أن تُرى الضفيرة المشيميّة الأولى في البطين الرابع، على الرغم من أن وقت إفراز السال الدماغيّ الشوكيّ للمرة الأولى غير معروف حتى الآن.

يحيط الدماغ الأمامي المتطوِّر بالحبل العصبيّ. وبتطوُّر الدماغ الأمامي، يتحوَّل الحبل العصبيّ داخله إلى بطين، سيشكِّلُ فيما بعد البطينات الجانبيّة. يبقى الجدار البطينيّ على طول السطح الداخليّ لكلا البطينين رقيقاً، وتتطوَّر عندها الضفيرة المشيميّة منتجة ومُطلقة السائل الدماغيّ الشوكيّ. يملأ السائل الدماغيّ الشوكيّ القناة العصبيّة. تتشكَّل الزغابات العنكبوتيّة حوالي الأسبوع 35 من التطوُّر، مع ملاحظة التحبُّبات العنكبوتيّة في حوالي الأسبوع 39، ويستمر التطوُّر حتى الشهر 18 بعد الولادة.

يفرز العضو تحت الصوار SCO-spondin، التي تشكّل ألياف رايسنر التي تساعد على حركة السائل الدماغي الشوكيّ عبر القناة الدماغيّة. تظهر هذه الألياف في الحياة داخل الرحميّة باكراً ولكنها تختفي خلال التطوُّر الباكر.

## الفيزيولوجيا

### الوظيفة
يخدم السائل الدماغي الشوكيّ بعدة أشكال:
- الطفو: تُقدَّر الكتلة الفعليّة للدماغ البشريّ بحوالي 1400-1500 غرام. ومع ذلك، فإن الوزن الصافي للدماغ المغمور بالسائل الدماغيّ الشوكيّ يُعادل كتلة 25-50 غرام.[3][13]
- الحماية: يحمي السائل الدماغي الشوكي نسيج الدماغ من الإصابة في حالة تلقيّ ضربة بالرأس، وذلك عبر توفير واقي سائل يقوم بامتصاص الصدمات في بعض أشكال الإصابات الميكانيكيّة.[3][7]
- الوقاية من إقفار الدماغ: يقل خطر إقفار الدماغ عبر تقليل كميّة السائل الدماغي الشوكي في الحيز المحدود داخل الجمجمة، يُقلِّلُ هذا الضغط داخل القحف الإجمالي ويُسهِّل نضح الدم.[3]
- الاستتباب: يسمح السائل الدماغي الشوكي بتنظيم توزُّع المواد بين الخلايا في الدماغ،[5] والعوامل العصبيّة الصماويّة، والتي تؤدي التغيرات البسيطة فيها إلى مشاكل أو أذيّة في الجهاز العصبيّ. على سبيل المثال، يؤدي ارتفاع تركيز الغليسين إلى تعطيل الحرارة وتعطيل التحكُّم بضغط الدم، كما يسبب ارتفاع درجة حموضة السائل الدماغي الشوكي دوخة وإغماء.[7]
- إزالة النفايات: يسمح السائل الدماغي الشوكي بإزالة نفايات الدماغ،[3] وأمر بالغ الأهمية بالنسبة لجهاز اللمف الدماغي.[14] تنتشر نفايات الاستقلاب بشكل سريع إلى السائل الدماغي الشوكي تُزال إلى مجرى الدم عبر امتصاص السائل الدماغي الشوكي.[15]

### الإنتاج
| المادة             | السائل الدماغي الشوكي | المصل |
| ------------------ | --------------------- | ----- |
| المحتوى المائي (%) | 99                    | 93    |
| البروتين (mg/dL)   | 35                    | 7000  |
| الغلوكوز (mg/dL)   | 60                    | 90    |
| التناضحية (mOsm/L) | 295                   | 295   |
| الصوديوم (mEq/L)   | 138                   | 138   |
| البوتاسيوم (mEq/L) | 2.8                   | 4.5   |
| الكالسيوم (mEq/L)  | 2.1                   | 4.8   |
| المغنزيوم (mEq/L)  | 2.0–2.5               | 1.7   |
| الكلوريد (mEq/L)   | 119                   | 102   |
| pH                 | 7.33                  | 7.41  |

ينتج الدماغ حوالي 500 مل من السائل الدماغي الشوكي يومياً، بمعدل حوالي 25 مل في الساعة. يُعاد امتصاص هذا السائل بشكل ثابت، لذا فإن حوالي 125-150 مل من السائل الدماغي الشوكيّ يكون محل الدوران في أي لحظة.

يُنتج معظم السائل الدماغيّ الشوكيّ (حوالي ثلثيه وحتى 80%) من الضفيرة المشيميّة. والضفيرة المشيميّة عبارة عن شبكة من الأوعية الدموية الموجودة داخل أجزاء البطينات الدماغيّة الأربعة، تتواجد الضفيرة المشيميّة في جميع أنحاء الجهاز البطينيّ الدماغيّ باستثناء المسال المخيّ والقرن الجبهيّ والقذاليّ للبطين الجبهيّ. يُنتج السائل الدماغي الشوكي أيضاً من قبل طبقة رقيقة من الخلايا البطانيّة العصبيّة ذات الشكل الأسطواني والتي تُبطِّن البطينات ومن قبل بطانة الحيّز تحت العنكبوتيّ المحيط وكميّة صغيرة بشكل مباشر من الأحياز الصغيرة المحيطة بالأوعية الدموية حول الدماغ.

يتم إنتاج السائل الدماغي الشوكي من الضفيرة المشيميّة على مرحلتين. أولاً، يتحرك شكل مفلتر من المصل من الشعيرات المُثَقَّبة في الضفيرة المشيميّة داخل حيّز خلالي، بحركة تُقاد عبر اختلاف الضغط بين الدم في الشعيرات والسائل الخلاليّ. يحتاج هذا السائل للمرور عبر الخلايا الظهاريّة المُبطِّنة للضفيرة المشيميّة إلى داخل البطينات، وهي عملية فاعلة تتطلب نقل الصوديوم والبوتاسيوم والكلوريد التي تُنزح بدورها الماء إلى السائل الدماغي الشوكيّ عبر خلق ضغط تناضحيّ. وعلى عكس مرور الدم من الشعيرات إلى الضفيرة المشيميّة، فإن الخلايا الظهارية التي تبطن الضفيرة المشيميّة تحتوي على موصلات محكمة بين الخلايا، والتي تؤدي دور في منع معظم المواد من أن تتدفق بحرية باتجاه السائل الدماغي الشوكي.

ينتشر الماء وثنائي أوكسيد الكربون من السائل الخلالي باتجاه الخلايا الظهاريّة. يقوم أنزيم الكاربونيك أنهيدراز داخل هذه الخلايا بتحويل المواد إلى أيونات بيكربونات وهيدروجين. يُجرى هذا التحويل من أجل شوارد الصوديوم والكلوريد الموجودة على سطح الخلية والمواجهة للنسيج الخلالي. تُفرز فيما بعد شوارد الصوديوم والكلوريد والبيكربونات والبوتاسيوم بشكل فعال إلى داخل اللمعة البطينيّة. يخلق هذا الأمر ضغطاً تناضحيّاًو ينزح الماء إلى السائل الدماغي الشوكي، ويتم تسهيل هذا الأمر بواسطة القنوات المائية. أما الكلوريد ذو الشحنة السالبة فيتحرك مع الصوديوم ذو الشحنة الإيجابيّة للحفاط على التوازن الكهربائي. تُنقل كذلك شوارد البوتاسيوم والبيكربونات خارج السائل الدماغي الشوكي. وكنتيجة لما سبق، يحتوي السائل الدماغي الشوكيّ تركيز صوديوم وكلوريد أعلى مما هو في مصل الدم، ولكن أقل بالنسبة للبوتاسيوم والكالسيوم والغلوكوز والبروتين. تفرز كذلك الضفيرة المشيميّة عوامل نمو وفيتامينات ب1 و 12 سي والفولات وبيتا-2-ميكروغلوبين والأرجينين فازوبريسين وأوكسيد النتريت إلى السائل الدماغي الشوكيّ. يتواجد على سطح ظهارة الضفيرة المشيميّة مضخة الصوديوم-بوتاسيوم تلعب دوراً في تنظيم إفراز السائل الدماغي الشوكي وتكوينه.

افترض أورسيكوفيتش وكلاريسا أن السائل الدماغي الشوكيّ لا يُنتج بشكل رئيسي من الضفيرة المشيميّة، ولكن يُنتج بشكل رئيسي داخل جهاز السائل الدماغي الشوكيّ بأكمله، ونتيجة لارتشاح الماء من خلال الجدران الشعيرية إلى السائل الخلاليّ لنسيج الدماغ المحيط، ويُنظَّم بواسطة AQP-4.

هناك تنوُّعات يوميّة في إفراز السائل الدماغي الشوكيّ بآلية غير مفهومة بشكل كامل، ولكن يُحتمل أنها مرتبطة بفوارق تفعيل الجهاز العصبيّ الذاتي على مدار اليوم.

### إعادة الامتصاص
يعود السائل الدماغي الشوكي إلى الجهاز الوعائي عبر الدخول إلى الجيوب الوريديّة الجافية عبر التحبُّبات العنكبوتيّة. وهي بروزات جيبيّة من الأم العنكبوتيّة داخل الجيوب الوريديّة حول الدماغ، مع صمامات للتأكيد على أحادية اتجاه النزح الدموي. يحدث هذا بسبب فرق الضغط بين الأم العنكبوتيّة والجيوب الوريديّة. كما يُنزح السائل الدماغي الشوكيّ إلى الأوعية اللمفية، وبشكل خاص إلى الأوعية اللمفيّة المحيطة بالأنف عبر النزح على طول العصب الشميّ من خلال الصفيحة المصفوية. ما يزال المسار والمدى غير معروفين حتى الآن، ولكنها قد تشتمل على تدفُّق السائل الدماغي الشوكيّ على طول بعض الأعصاب القحفيّة وتكون أكثر بروزاً في الوليد. يدور السائل الدماغي الشوكيّ بمعدل ثلاث أو أربع مرات يومياً. كما يُعاد امتصاص السائل الدماغي الشوكي عبر أغماد الأعصاب القحفيّة والشوكيّة، وعبر البطانة العصبيّة.

### التنظيم
تتأثر مكونات وسرعة إنتاج السائل الدماغي الشوكي بالهرمونات ومحتوى وضغط الدم والسائل الدماغي الشوكي. على سبيل المثال، في حالة ارتفاع ضغط السائل الدماغي الشوكي، ينخفض فرق الضغط بين الدم الشعريّ في الضفائر المشيميّة والسائل الدماغي الشوكي وبالتالي تقل سرعة تحرك السوائل إلى الضفيرة المشيميّة وبالتالي يقلّ إنتاج السائل الدماغي الشوكيّ. يُؤثِّر الجهاز العصبي الذاتي بإفراز الضفيرة المشيميّة للسائل الدماغي الشوكي، فمع تفعيل الجهاز العصبي الودي يزداد إفرازه وفي حالة تفعيل الجهاز العصبي نظير الودي يقل إفرازه. كما تؤثر تغيرات درجة حموضة الدم على نشاط الكاربونيك أنهيدراز، وكذلك لبعض الأدوية القدرة على التأثير في قنوات الغشاء.

## الأهمية السريرية

### الضغط
يقيس ضغط السائل الدماغي الشوكي عبر البزل 10-18 سم ماء (8-15 مم زئبقي أو 1.1-2 كيلو باسكال) عبر البزل القطنيّ، وعندما يتمدد المريض على أحد جانبيه فيقيس 20-30 سم ماء (16-24 مم زئبقي أو 2.1-3.2 كيلو باسكال) عند جلوس المريض. في حديثي الولادة يتراوح ضغط السائل الدماغي الشوكي بين 8 إلى 10 سم ماء (4.4 - 7.3 مم زئبقي أو 0.78-0.98 كيلو باسكال). تعود معظم التنوُّعات إلى السعال أو الانضغاط الداخليّ للأوردة الواجيّة في العنق. عند الاستلقاء يساوي ضغط السائل الدماغي الشوكي بالبزل القطنيّ ضغط السائل داخل الجمجمة.

استسقاء الرأس حالةٌ يتراكم فيها السائل الدماغي الشوكي بشكل غير طبيعيّ داخل بطينات الدماغ. يمكن أن تحدث هذه الحالة بسبب انسداد مجرى السائل الدماغي الشوكي، كما هو الحال في بعض أنواع العدوى أو الإصابة أو الكتل أو الشذوذات الخلقيّة. قد تترافق حالة استسقاء الرأس دون انسداد مع ضغط سائل دماغي شوكي طبيعيّ. قد تتضمن أعراض حالة استسقاء الرأس مشاكل في السير (المشي) وتنسيق الحركات وسلس البول وغثيان وإقياء وضعف تفكير مترقيّ. يمكن أن تُسبِّبَ حالة استسقاء الرأس عند الرضع، يمكن أن تُسبِّب ضخامة في الرأس، حيث تكون عظام الجمجمة غير ملتحمة بعد، بالإضافة إلى نوبات وتهيُّج ونعاس. وقد يكشف الفحص المقطعي المحوسب أو الفحص بالرنين المغناطيسيّ عن تضخُّمات في أحد البطينين الجانبيين أو كليهما أو أي كتل أو آفات مُسبِّبة، بينما يُستخدم البزل القطني للكشف عن الضغط داخل القحفي المرتفع. يُعالج استسقاء الرأس عادةً عبر إدخال تحويلة، تُحوِّل السائل من جزء من الجسم إلى آخر، كتحويلة بطينية-صفاقيّة (-بريتوانيّة).

ارتفاع الضغط داخل القحف مجهول السبب حالةٌ غير معروفة السبب تتظاهر بارتفاع في ضغط السائل الدماغي الشوكي. تترافق هذه الحالة عادةً مع صداع ورؤية مزدوجة وصعوبات في الرؤية وقرص بصري متورم. قد تحدث هذه الحالة عند استخدام فيتامين A والمضاد الحيوي التيتراسيكلين، أو قد تحدث دون أي سبب محدد على الإطلاق، ولا سيِّما عند النساء البدينات صغيرات السن. تشتمل إدارة هذا المرض على وقف أي أسباب معروفة، عبر مثبط أنزيم الكاربونيك أنهيدراز كالأسيتوزالاميد، بالإضافة إلى تكرار إزالة السائل الدماغي الشوكي عبر البزل القطني، أو إدخال تحويلة كالتحويلة البطينيّة الصفاقيّة (البريتوانيّة).

### تسرب السائل الدماغي الشوكي
يمكن أن يتسرب السائل الدماغي الشوكي من الأم الجافية كنتيجة لأسباب مختلفة كالإصابة البدنيّة أو البزل القطنيّ أو نتيجة سبب غير معروف ويُدعى حينها بتسرُّب السائل الدماغي الشوكي العفوي. تترافق هذه الحالة عادةً مع ارتفاع الضغط داخل القحف: ضغط سائل دماغي شوكي منخفض. ويمكن أن يؤدي إلى صداع يسوء عند الوقوف والتحرُّك والسعال، وبانخفاض الضغط السائل الدماغي الشوكيّ «يترهَّل» الدماغ إلى أسفل ويضغط على بناه السفليّة. يُجرى اختبار بيتا-2 ترانسفرين لتسرُّب السائل بغية التعرُّف على تسرُّب السائل وهو اختبار عالي النوعيّة وحسَّاس يحدِّد تسرُّب السائل الدماغي الشوكي. يمكن استخدام تقنيات التصوير الطبيّ كالتفرُّس المقطعي المحوسب والفحوصات بالرنين المغناطيسي للتحقُّق من افتراض تسرُّب السائل الدماغي الشوكي عند عدم وجود تسرُّب سائل دماغي شوكيّ واضح مع التعرُّف على ضغط سائل دماغي شوكي منخفض. بُخفِّف الكافيين المُعطى عن طريق الفم أو عبر الوريد من الأعراض.

### البزل القطني

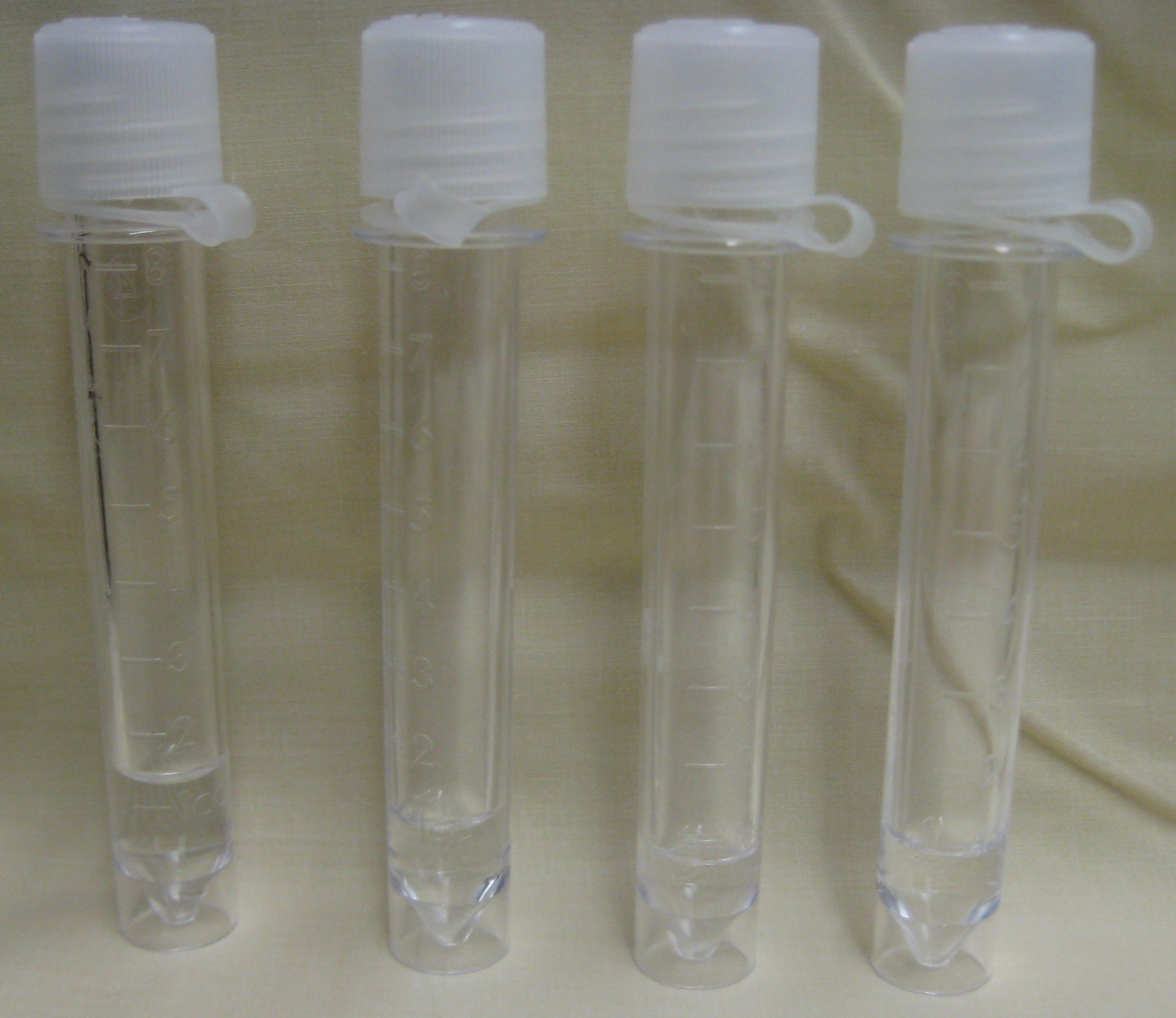
أوعية تحوي السائل الدماغي الشوكي للأنسان.

يمكن اختبار السائل الدماغي الشوكي لتشخيص أمراض عصبيّة عديدة، وعادةً يتم الحصول على السائل الدماغي الشوكي عبر إجراء يُدعى البزل القطنيّ. يُنفَّذ هذا الإجراء تحت التعقيم عبر إدخال إبرة إلى الحيّز تحت العنكبوتي، عادةً بين الفقرات القطنية الثالثة والرابعة. ثم يُسحب السائل الدماغي الشوكي بواسطة الإبرة ويتم اختباره. أحس ثلث الأشخاص بصداع بعد اختبارهم للبزل القطني، كما أن الألم أو عدم الارتياح في مكان إدخال الإبرة أمر شائع. قد تتضمن المضاعفات الأندر تشكُّل كدمة أو التهاب سحايا أو تسرُّب بعد البزل القطنيّ للسائل الدماغي الشوكيّ.

يتضمن الاختبار عادةً ملاحظة لون السائل وقياس ضغط السائل الدماغي الشوكي والتعرُّف على وعد خلايا الدم البيضاء والحمراء داخل السائل وقياس البروتين والغلوكوز وزراعة السائل الدماغي الشوكيّ. قد يشير وجود خلايا دم حمراء والاصفرار إلى نزف تحت عنكبوتي، بينما يتم التعرُّف على إصابة الجهاز العصبي المركزي بعدوى كما هو الحال في التهاب السحايا عبر الاستدلال بارتفاع أعداد خلايا الدم البيضاء. قد يؤدي زرع السائل الدماغي الشوكي إلى إنبات أحياء دقيقة وهي الأحياء التي أدَّت للإصابة، أو قد يُستخدم اختبار PCR للتعرُّف على سبب فيروسي. تكشف استقصاءات البروتين الكلّي وطبيعة البروتين عن أمراض محددة، بما في ذلك التصلُّب المتعدد ومتلازمات الأباعد الورميّة والذئبة الحماميّة الشاملة والساركويد العصبيّ والتهاب الأوعية الدماغيّة، أما اختبارات الأجسام المناعية النوعية كالأكوبورين 4 قد تُجرى للمساعدة في تشخيص الحالات المناعية الذاتية. قد يُستخدم البزل القطني الذي يقوم على نزح السائل الدماغي الشوكي، قد يُستخدم كجزء من علاج بعض الحالات بما في ذلك فرط الضغط داخل القحف مجهول السبب واستسقاء الرأس سوي الضغط.

قد يُجرى البزل القطنيّ لقياس الضغط داخل القحف، والذي قد يزداد في أنماط محددة من استسقاء الرأس. على أي حال، ينبغي ألا يُجرى البزل القطني أبداً إذا ما اشتُبه بازدياد الضغط داخل القحف في بعض الحالات كالأورام، وذلك لأن إجراءه سيؤدي إلى فتق دماغيّ مُمِيت.

### التخدير والعلاج الكيماوي
تُحقن بعض المُخدرات والعلاجات الكيماوية داخل القِرَاب في الحيّز تحت العنكبوتيّ، حيث تنتشر حول السائل الدماغي الشوكيّ، ما يعني أن المواد التي لا تستطيع عبور الحاجز الدموي-الدماغي يمكن أن تقى فعّالة حول الجهاز العصبي المركزي. يشير مصطلح Baricity إلى كثافة أي مادة بالمقارنة مع كثافة السائل الدماغي الشوكي البشري، ولهذه القيمة استخدام هام في التخدير العام وذلك بغية تحديد الكميّة التي ينتشر بها مُخدر ما في الحيّز القرابيّ.

## التاريخ
وصلنا العديد من التعليقات لأطباء قُدامى أشاروا فيها إلى السائل الدماغي الشوكي. ناقش أبقراط «الماء» المحيط بالدماغ عندما وصف استسقاء الرأس الخلقيّ، وأشار جالينوس كذلك إلى «السائل المفرط» في بطينات الدماغ، الذي اِعتُقد أنه قد تم تطهيره من الأنف. ولكن بقي السائل لمدة 16 قرن من الدراسة التشريحيّة غير مذكور في أدبيَّات التشريح. قد يعود هذا إلى تقنية تسليخ الجثث التي كانت سائدة آنذاك، والتي تضمَّنت قطع الرأس، وبالتالي إزالة السائل الدماغي الشوكيّ قبل البدء بمعاينة الدماغ.

تُنسب إعادة الاكتشاف الحديثة للسائل الدماغي الشوكيّ إلى إيمانويل سودينبورج. ففي مخطوطة كُتبت بين 1741 و 1744، ولم تُنشر خلال حياته، أشار سويدنبورج إلى السائل الدماغي الشوكي كـ«لمف كحوليّ» مُرز من سقف البطين الرابع إلى الأسفل باتجاه البصلة السياسائيّة والحبل الشوكيّ.نُشرت فيما بعد هذه المخطوطة مترجمة عام 1887.

سجَّل الطبيب والفيزيولوجيّ ألبرشت فون هالر عام 1747 في كتابه عن الفيزيولوجيا ملاحظته أن «الماء» في الدماغ أُفرز إلى البطينات واِمتُصَّ في الأوردة، وعندما يُفرز بشكل زائد يحدث استسقاء الرأس. درس فرانسوا ماجندي خواص السائل الدماغي الشوكي عبر تشريح الأحياء. اكتشف ألبرشت ثقبة ماجندي، وهي الفتحة بين سقف البطين الرابع، ولكنه بالخطأ اعتقد أن السائل الدماغي الشوكي يُفرز من الأم الحنون.

توماس ويلس (مكتشف حلقة ويلس) لاحظ حقيقة أن اتساق السائل الدماغي الشوكي يتغير في حالة التهاب السحايا. وفي عام 1869 اقترح غوستاف شوالب أن نزح السائل الدماغي الشوكي يحدث عبر الأوعية اللمفية.

عام 1891، بدأ دبليو. إيسيكس وينتر علاج التهاب السحايا السلّيّ من خلال الاستفادة من الحيّز تحت العنكبوتي، وبدأ هينرينش كوينك بتعميم البزل القطني، حيث دعا إليه في من أجل الغايات التشخيصيّة والعلاجيّة. عام 1912 وصف عالم الأعصاب وليم ميستريتز بشكل دقيق لأول مرة التركيب الكيميائي للسائل الدماغي الشوكي. وفي عام 1914 نشر هارفي دبليو. كوشينغ الدليل القاطع على أن السائل الدماغي الشوكيّ يُفرز من الضفيرة المشيميّة.

## حيوانات أخرى
خلال تطور السلالات، تواجد السائل الدماغيّ الشوكيّ داخل المحور العصبي قبل أن يخضع لأي دورة. فالسائل الدماغي الشوكي في الأسماك العظميّة محتوَ داخل بطينات الأدمغة، ولكنه غير موجود خارجها بسبب عدم وجود حيّز تحت عنكبوتيّ في الثدييات، حيث يوجد حيّز تحت عنكبوتيّ يتواجد داخله السائل الدماغيّ الشوكيّ. يُلاحظ امتصاص السائل الدماغيّ الشوكي في السلويات وفي الأنواع الأكثر تعقيداً، وكلَّما أصبحت الأنواع أكثر تعقيداً يتعزّز نظام الامتصاص أكثر وأكثر، ويصبح دور الأوردة فوق الجافية في الامتصاص أقل وأقل.

تتنوع كمية السائل الدماغي الشوكي بتنوُّع القياس والأنواع. عند البشر والثدييات الأخرى، يُنتج السائل الدماغي الشوكي ويدور ويُعاد امتصاصه في آلية مشابهة لما هو عند البشر، بالإضافة إلى وظيفة مماثلة، كما يدور بسرعة 3-5 مرات يومياً. تؤدي مشاكل دوران السائل الدماغي الشوكي إلى استسقاء رأس يحدث في الحيوانات المختلفة.

## روابط خارجية
- أداة تفاعلية - دوران السائل الدماغي الشوكي
- Cerebrospinal fluid – المواد الدراسية في علم الأعصاب
- تحديد ديناميات جهاز السائل الدماغي الشوكي